# Großliebringen
Großliebringen ist ein Ortsteil der Stadt Stadtilm im Ilm-Kreis (Thüringen) mit etwa 340 Einwohnern.

## Geografie
Großliebringen liegt in einem Hochbecken auf der Ilm-Saale-Platte in etwa 420 Metern Höhe. Dieses relativ ebene Hochbecken wird von etwa 550 Meter hohen Bergen eingerahmt und besitzt nur einen kleinen Durchbruch bei Geilsdorf, der hinab zum Tal der Ilm führt. Südlich des Ortes fließt die Deube.

## Geschichte

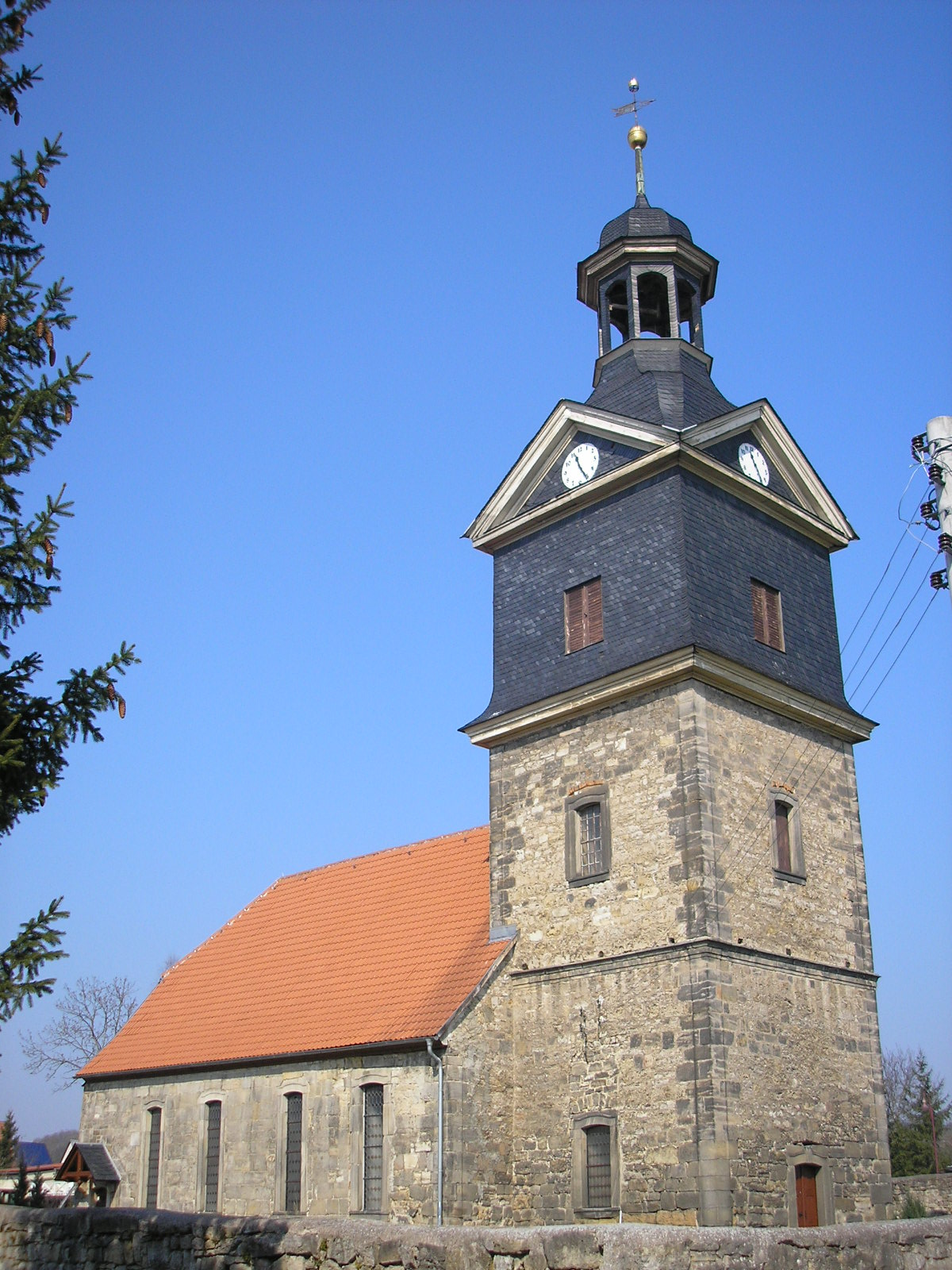
Dorfkirche

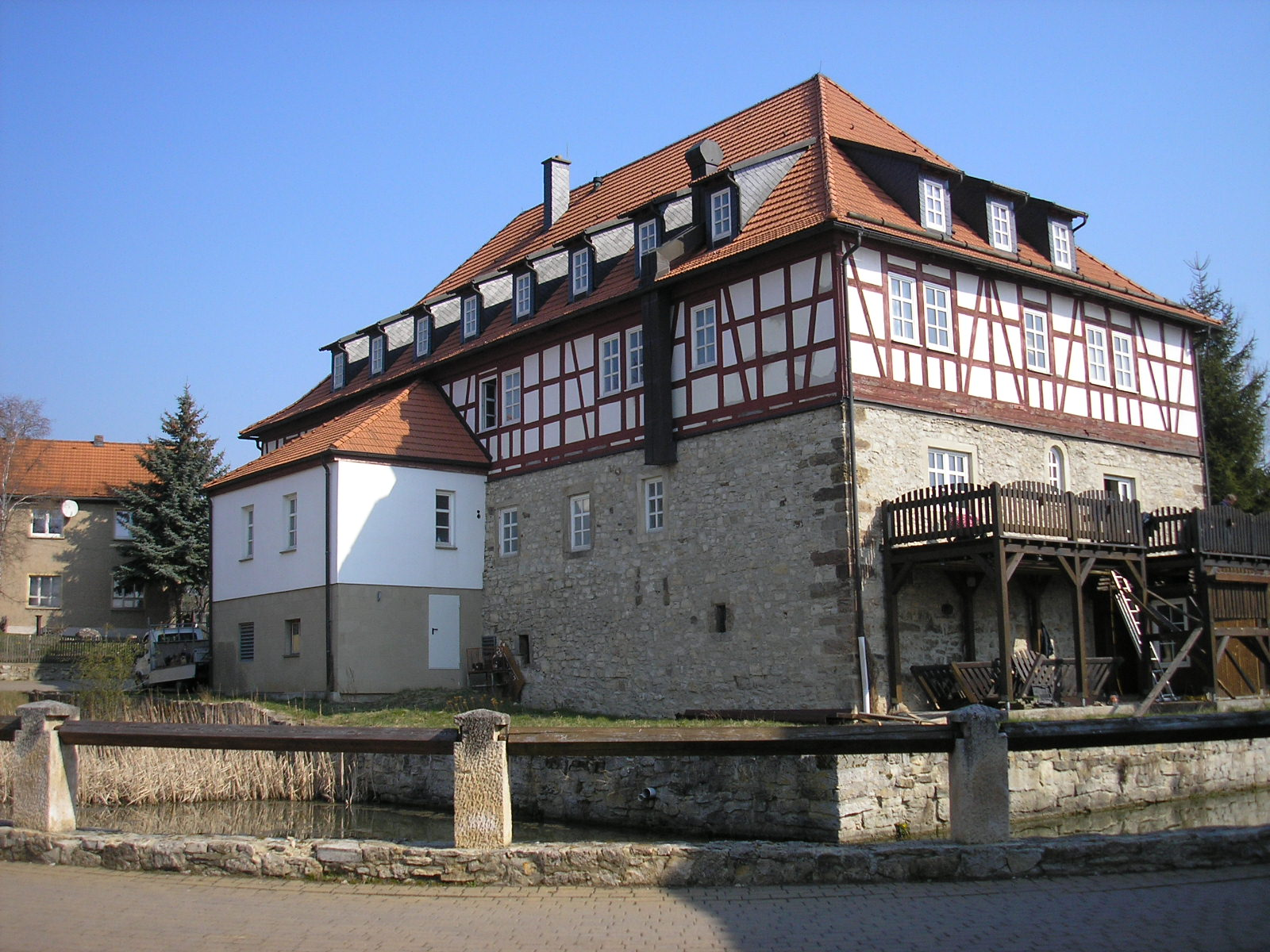
Wasserschloss

Archäologisch sind im Großliebringer Raum frühe Besiedlungen im Ort und auch in Westendorf und in der Hohle (beide wüst) nachgewiesen.
Erstmals urkundlich erwähnt wurde Großliebringen im Jahr 1106 als Lyeberga in einem Verzeichnis des Klosters Paulinzella. Es ist damit der älteste der fünf Orte (Großliebringen, Kleinliebringen, Nahwinden, Döllstedt und Ehrenstein) im Hochbecken. Vor der Gründung befand sich an der Stelle des heutigen Ortes eine fränkische Wasserburg, aus der später der zentrale Gutshof des Ortes wurde. Er war auch Sitz eines mittelalterlichen Rittergeschlechts. Um 1800 wurde aus dem Gutshof ein Bauernhof mit angeschlossener Gastwirtschaft, 1993 erfolgte ein erneuter Umbau zu einem Landhotel.
Von der Wüstung Westendorf westlich von Großliebringen sind Nachweise in den Reichsklöstern Hersfeld und Fulda überliefert. Zwischen 1447 und 1451 wurde der Ort im Schwarzburger Hauskrieg zerstört und die verbliebenen Bewohner in Großliebringen in der Schlossgasse angesiedelt. Diese 14 Familien bildeten hier lange Zeit eine eigene Gemeinde.
Von der Hohle (Wüstung) sind archäologische Hinweise bekannt.
Im Dorf steht eine Kirche, die in der Vergangenheit Wehrkirche war. Es existieren keine Unterlagen über den Ursprung des Baues.
1119 findet die Kirche in einer Schenkungsurkunde des Grafen Wichmann an das Domstift Erfurt eine erste Erwähnung. Im Dreißigjährigen Krieg wurde die Wehranlage gestürmt und erst 1656 richtig saniert. 1900 fand eine weitere Großreparatur statt. 1971 erfolgte eine Neubeschieferung des Turmes und 1992 eine Ziegelbedeckung des Kirchenschiffdaches.
Eine Schule gab es schon vor 1533, denn im Gemeindebuch ist 1533 eingetragen, dass die neuen Waldbesitzer des Lieberains für Pfarrei und Schule Holzfuhren zu liefern haben.
1690 brannte das Schulgebäude ab, sodass das Schulhaus über 300 Jahre alt ist. 1936 erneuerte man die Toilettenanlage.
Nach 1952 wurde die Schule „Zentralschule im Aufbau Großliebringen“ und in den letzten Jahren „Polytechnische Oberschule Großliebringen“. Ab 1. September 1974 gab es in den Deubedörfern keinen Unterricht mehr. Seither fahren die Schüler zum Unterricht nach Dörnfeld, Wipfra, Stadtilm oder Arnstadt.
Bis zum Jahr 1920 gehörte Großliebringen zur Oberherrschaft des Fürstentums bzw. Freistaats Schwarzburg-Rudolstadt (Amt Stadtilm). Danach wurde es im neu gebildeten Land Thüringen dem Landkreis Arnstadt angeschlossen, dessen Nachfolger der heutige Ilm-Kreis ist.
Nach dem Zweiten Weltkrieg erhielten durch die Bodenreform Umsiedler und Neubauern vom enteigneten Gut und einem Bauern Land und Produktionsmittel. Später wurde die Landwirtschaft in Form einer LPG betrieben. Nach der Wende erhielten die rechtlichen Eigentümer des Waldbezirkes „Lieberain“ ihre ehemalige Waldfläche in Höhe von 198,975 ha durch den Staat zurück. Diese Fläche gehörte einst dem Kloster Paulinzella.
1996 endete die kommunale Eigenständigkeit des Ortes mit der Eingemeindung zur Großgemeinde Ilmtal. Diese wurde wiederum am 6. Juli 2018 nach Stadtilm eingemeindet.

## Gedenkstätten
Zehn Grabstätten und ein Gedenkstein auf dem Ortsfriedhof erinnern an unbekannte KZ-Häftlinge eines Todesmarsches vom Außenlager SIII/Jonastal des KZ Buchenwald, die im April 1945 von SS-Männern ermordet wurden. An einer weiteren Grabstätte mit Grabstein gedenkt die Gemeinde eines namentlich genannten polnischen Kriegsgefangenen, der ein Opfer von Zwangsarbeit wurde.

## Wirtschaft und Infrastruktur
Großliebringen ist ein landwirtschaftlich geprägter Ort. Neben den dorfüblichen Handwerksbetrieben (Schmied, Stellmacher, Tischler, Bäcker sowie Fleischer) gab es auch eine Mühle und eine Molkerei. 1896 baute der Gutsbesitzer eine Windmühle zwischen Groß- und Kleinliebringen, die entsprechend der technischen Entwicklung modernisiert wurde. 1970 beendete der damalige Privatbesitzer Ossig den Mühlenbetrieb.
Die Genossenschaftsmolkerei begann 1905 mit der Arbeit, nachdem 1902 die Bauern einen Bauantrag gestellt hatten. 1986 verarbeitete der Betrieb täglich 30.000 bis 40.000 kg Milch. Unter den veränderten Wirtschaftsbedingungen nach der Wende wurde die Molkerei im September 1990 geschlossen. Jetzt befindet sich in ihr eine Tierauffangsstation/Tierpension mit Hunde- und Tiershop.
Seit 1894 gibt es im Dorf ein Sägewerk mit Zimmerei.
Heute arbeiten außerdem viele Einwohner im etwa fünf Kilometer entfernten Stadtilm.
Straßen verbinden Großliebringen mit Kleinliebringen im Süden, Geilsdorf im Westen, Nahwinden im Osten und der Landesstraße Erfurt–Rudolstadt im Norden. Der nächstgelegene Bahnanschluss befindet sich in Stadtilm an der Bahnstrecke Arnstadt–Saalfeld.

## Persönlichkeiten
- Ernst Friedrich Gerhard Fischer (1806–1862), Musikdirektor, Pianist und Komponist
- Wilhelm Nöller (1890–1964), Tiermediziner, Pathologe und Parasitologe